# الرمادي تحت الاحتلال الأمريكي

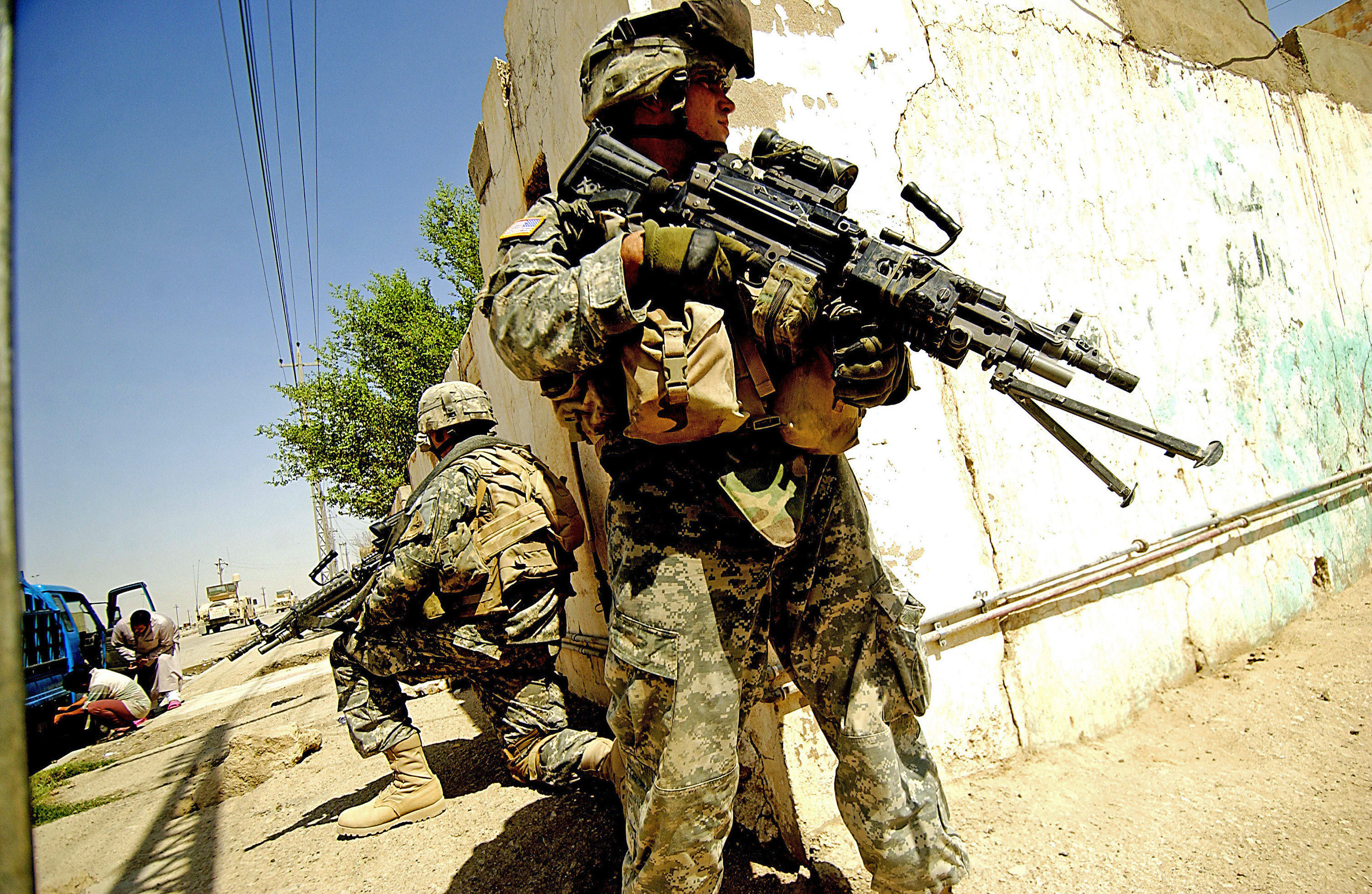
جنود الجيش الأمريكي يوفرون الأمن للمدنيين العراقيين عند تغيير إطار مثقوب في سيارتهم المدنية في الرمادي، 16 أغسطس 2006

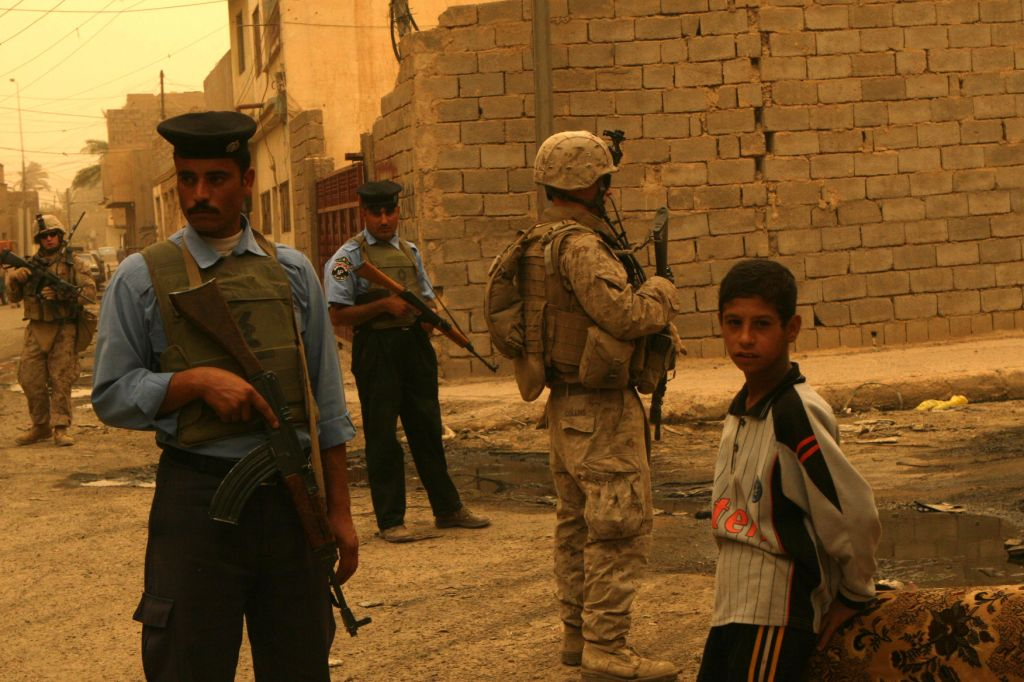
مشاة البحرية الأمريكية تجري دورية راجلة مشتركة مع رجال الشرطة العراقية، 9 يونيو 2008

كانت الرمادي، مركز محافظة الأنبار العراقية، تحت الاحتلال العسكري الأمريكي خلال حرب العراق. كانت نقطة محورية للجماعات المسلحة العراقية، الذي اندلع في نزاع مسلح مفتوح في عام 2004 وفي عام 2006، كجزء من حرب العراق في محافظة الأنبار. كانت عملية مورفريسبورو هجوماً أمريكياً في شباط / فبراير 2007 بهدف عزل منطقة الملعب في شرق الرمادي عن باقي المدينة من أجل طرد تنظيم القاعدة في العراق الذي يتزعمه الزرقاوي.
يحد الرمادي من الشمال والغرب نهر الفرات، بينما يختفي تدريجياً من الشرق والجنوب في الضواحي. مدينة الرمادي هي أيضا موقع سدة الرمادي الذي يحول المياه من نهر الفرات إلى بحيرة الحبانية.
كانت الوحدات الأمريكية مقتصرة إلى حد كبير على حفنة من القواعد الصغيرة. يقع المقر الرئيسي في الركن الشمالي من مدينة الرمادي على أرض أحد قصرين من عهد صدام في المدينة. عُرفت هذه القاعدة في البداية باسم بنادق منطقة التجميع التكتيكية وفيما بعد باسم المعسكر الأزرق الماسي، وقد تم تسليم هذه القاعدة إلى الجيش العراقي في شتاء عام 2007. في الجهة الآخرى من امتداد الطريق السريع 10 الذي يمر عبر الرمادي، يوجد قصر آخر من عهد صدام استخدمته وحدة من الحرس الوطني من فلوريدا كموقع قتالي. تحتل الوحدات الأمريكية والعراقية بشكل روتيني العديد من المباني الأصغر على طول الطريق السريع 10 بين القاعدتين الأكبر حجمًا، ويوجد خارج المدينة عدد من المعسكرات الأخرى الأقل خطورة والأفضل تجهيزًا، حيث تمركز مقر لواء الجيش ووحدات دعمه.

## مارس - يوليو 2003
كان فوج الفرسان المدرع الثالث هو أول وحدة عسكرية أمريكية تصل إلى الرمادي، حيث وصلت في أوائل مايو 2003. يقع المقر الرئيسي لـ أي سي آرالثالث في قاعدة ريفلس، والتي بحلول شهر يوليو كان بها مئات العمال من جميع أنحاء العالم يعملون على مدار الساعة لبناء قاعة طعام ومنطقة ترفيهية للقوات الأمريكية.
الوحدات الأمريكية الأخرى المتمركزة في البداية في الرمادي كانت:
- السرية «ج»، الكتيبة الثانية، فوج المشاة 325 المحمولة جواً، التي استخدمت القصر الرئاسي السابق في الرمادي مقراً لها وتعرضت لهجمات متكررة بالهاون.[1]
- سرية برافو، الكتيبة الأولى، فوج المشاة 124، الحرس الوطني بفلوريدا: تمركزت في البداية في وسط المدينة في مبنى حكومي يُطلق عليه اسم «خلية العمدة»، وقد أُجبروا على الانتقال إثر احتجاج محلي في يونيو 2003. وهكذا انتقلت شركة برافو إلى قصر من الحجر الرملي على حافة المدينة.

- سرية المقر والمقر، الكتيبة الأولى، فوج المشاة 124، الحرس الوطني بفلوريدا: احتلت بالكامل وطورت أراضي القصر جنوب قاعدة البنادق، بجوار سدة الرمادي. كانت الكتيبة تي أو سي موجودة هنا وكانت تسمى «هوريكان بوينت» شركة ألفا، «وولف باك» 1/124 INF تم أيضًا وضعهما في منطقة حظيرة داخل مجمع «هوريكان بوينت». />
- شركة برافو، كتيبة المهندسين 122، الحرس الوطني في ساوث كارولينا: استخدمت أيضًا مجمع القصر الرئاسي السابق.
- قدمت مفرزة دلتا، كتيبة خدمات الأفراد 502d (الملحقة بفوج الفرسان المدرع الثالث، وكلاهما في ذلك الوقت خارج فورت كارسون، كولورادو)، دعمًا للموارد البشرية للفوج أثناء وجوده في مدينة الرمادي.

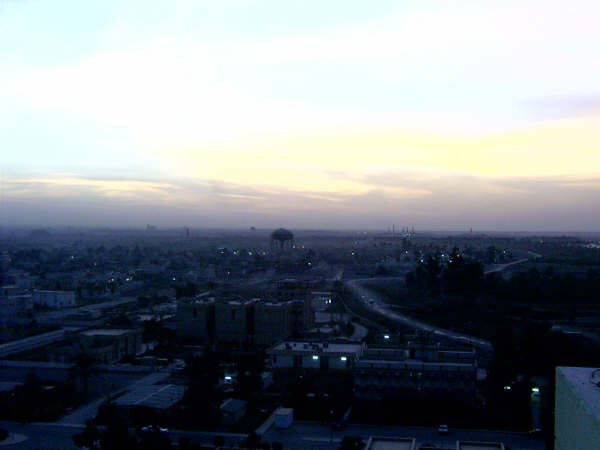
- مدينة الرمادي

- كان اللواء 212 2/5 المدفعية الميدانية فورت شيل أوكلاهوما مسؤولاً عن دعم المدفعية الثقيلة لفوج الفرسان المدرع الثالث. تم وضعه في إحدى جامعات وزارة التعليم للنظام السابق المعروفة باسم جامعة الأنبار.

المتخصص في الجيش رافائيل ل. نافيا من البطارية سي، الكتيبة الثانية، فوج المدفعية الخامس، قُتل في 27 أغسطس 2003 عندما قُتل بعبوة ناسفة مرتجلة تاركا أطفاله الثلاثة وزوجته مارينا.
من بين الضحايا الآخرين من هذه الوحدة:
- الرقيب بول أ. فيلاسكيز من سان دييغو. رحل تاركا زوجته ماري وابنه ديفيد وابنته كريستي وابنته بريانا التي لم يلتق بها قط ووالدته ماري إليزابيث فيلاسكيز
- الرقيب جو ناثان ويلسون من مقاطعة كوبياه، ميسيسيبي. في آخر عمل شرف له، أنقذ حياة جوزيف ميلنر، أمسك جوزيف وسحبه بقوة إلى صدره بينما كانت المروحية تنزل. عندما هدأ الوضع، سأل جو الرقيب ويلسون إذا كان بخير ولكن الرقيب ويلسون هز رأسه، وتوفي لاحقًا في مستشفى كويتي. تاركا زوجته إيريكا وابنته وأمه ماكسين آدم. كان يبلغ من العمر 30 عامًا عندما كان في KIA.
- الرقيب كيلان موس هيوستن تكساس ولد في لتيل روك ونشأ في تكساس، وكان أحد الجنود الستة عشر الذين لقوا حتفهم بينما أصيب صاروخ من طراز شينوك في 2 نوفمبر 2003 بالقرب من الفلوجة بالعراق.[2] تاركا زوجته جينيفر موس وابنته مارجاني ناتاليا. كان يبلغ من العمر 23 عامًا عندما كان في KIA.
- الرقيب روس أ. بينانين شوني من أوكلاهوما. رحل تاركا زوجته ليندا وابنها غيج. كان يبلغ من العمر 36 عامًا عندما كان في KIA.
- الرقيب جويل بيريز ريو غراندي من بورتوريكو. لقد تم أنقاذه بواسطة والده إدوين بيريز وإخوته إلفين ومايكل وليو. كان يبلغ من العمر 25 عامًا عندما كان في KIA.
- المتخصص ستيفن د. كونوفر من ويلمنجتون، أوهايو. تم أنقاذه بواسطة والده مايكل إيرلي ووالدته لورين إيرلي. كان يبلغ من العمر 21 عامًا عندما كان في KIA.

## فبراير 2004 - أبريل 2005

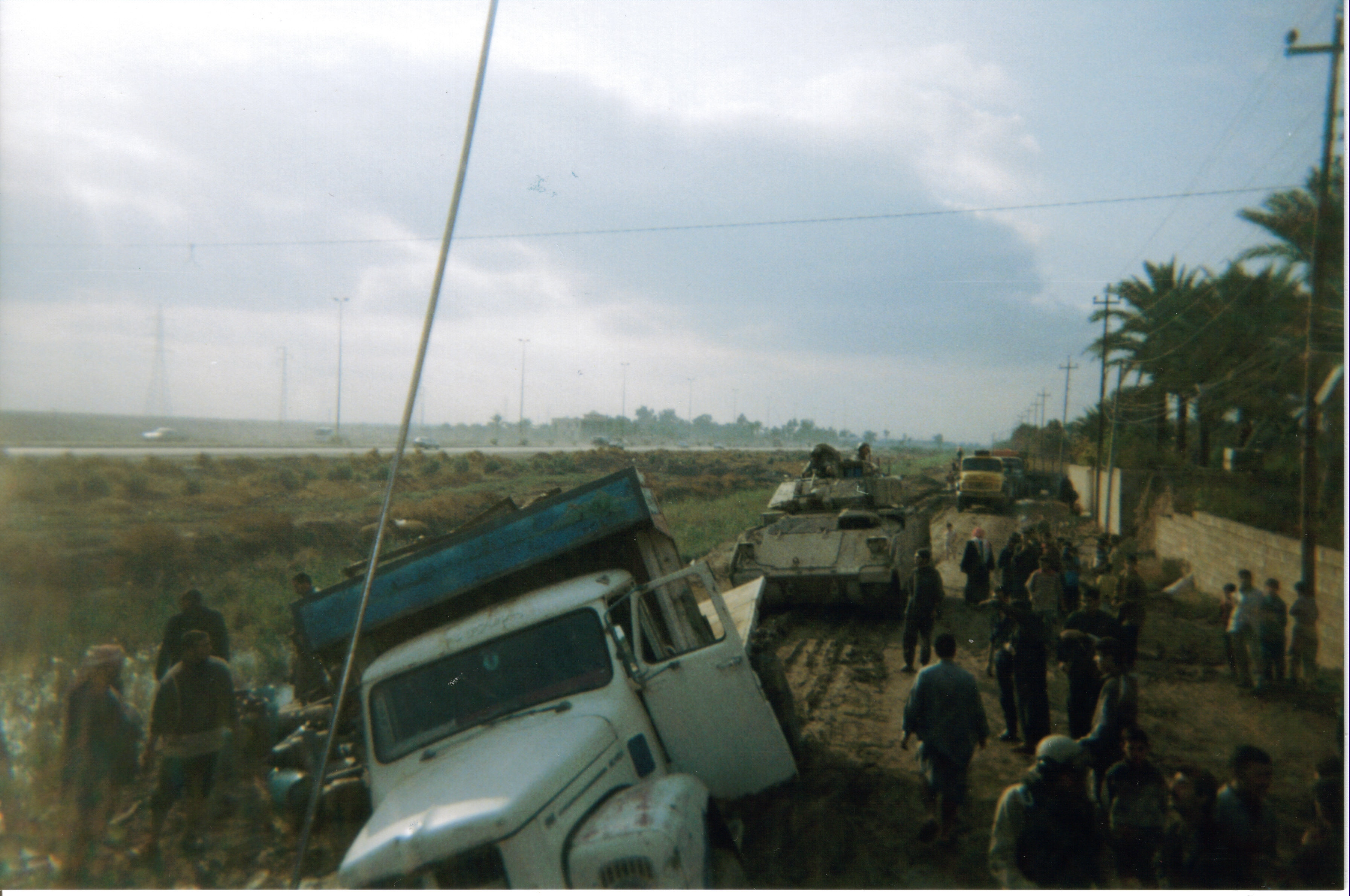
جنود 1BCT 1ID خلال OIF 2

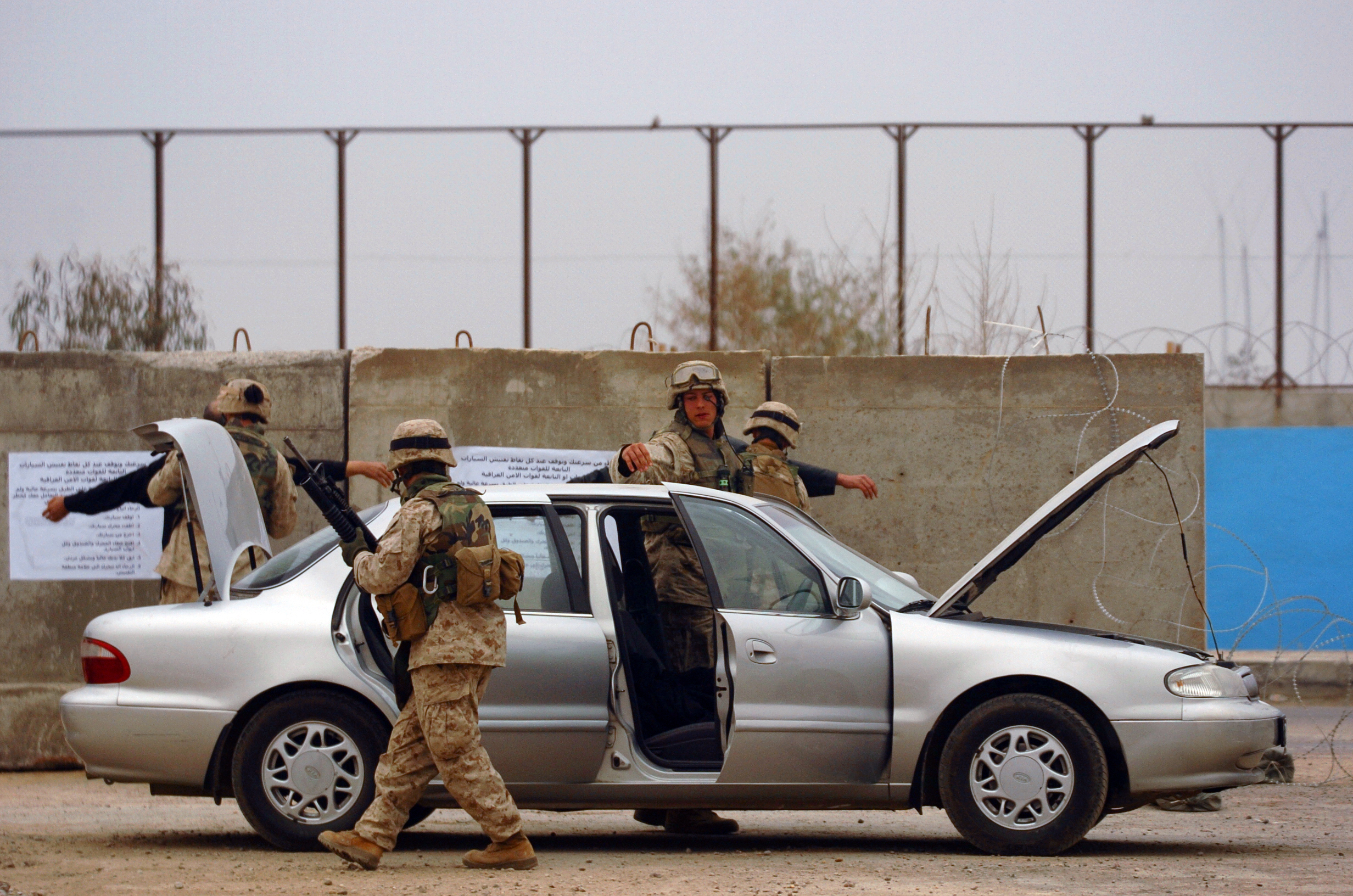
مشاة البحرية الأمريكية يفحصون السيارات عند نقطة تفتيش، الرمادي، 20 فبراير 2005

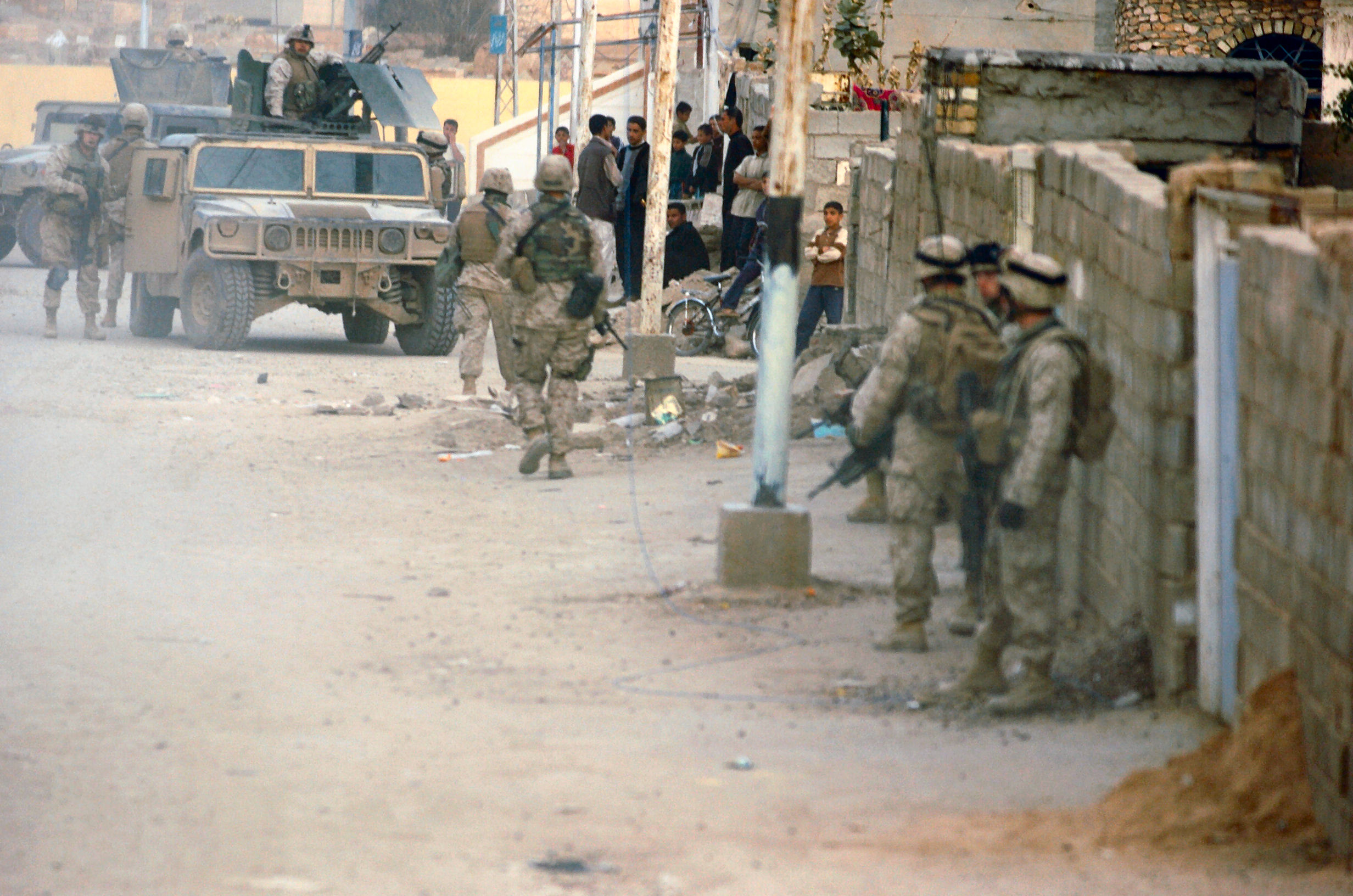
مشاة البحرية الأمريكية تستعد لإجراء مكالمات منزلية في الرمادي، 18 فبراير 2005

غادرت فرقة الدفاع الجوي الثالثة مدينة الرمادي في سبتمبر 2003، وسلمتها إلى اللواء القتالي الأول، فرقة المشاة الأولى (اللواء الأول، الهوية الأولى) في فورت رايلي، كانساس؛ ومع ذلك، وحتى مارس، وقع اللواء القتالي الأول تحت قيادة الفرقة 82 المحمولة جواً. في مارس/ آذار، انتشرت الفرقة البحرية الأولى في محافظة الأنبار لتحل محل الفرقة 82. بينما تكمل وحدات الجيش في العراق جولات لمدة عام، تبقى الوحدات البحرية لمدة سبعة أشهر؛ في مدينة الرمادي، عززت كتيبة من مشاة البحرية لواء عسكري.
خلال النصف الأول من عام 2004، تم تعزيز كتيبتين من اللواء القتالي الأول (1-16 مشاة، 1–34 درع) من قبل الكتيبة الثانية في مشاة البحرية الرابعة (2/4) والكتيبة الثالثة 11 من مشاة البحرية (3/11). عندما غادروا 2/4 و3/11 في سبتمبر وأكتوبر، سلموا قطاعهم من مدينة الرمادي إلى الكتيبة الثانية من مشاة البحرية الخامسة (2/5) كما تم نشر الكتيبة 11 من مشاة البحرية خلال هذا الوقت في مدينة الرمادي، الذين أكملوا جولتهم في أبريل 2005، استلمت الكتيبة الأولى من الكتيبة الخامسة (1/5) زمام الأمور.
كان ربيع عام 2004 دمويًا بأمتياز في مدينة الرمادي. في الأيام الأولى من التمرد الذي بدأ في أبريل 2004، والذي سيطر عليه حصار الفلوجة، تعرض 2/4 لواحدة من أعنف الهجمات في الحرب، حيث فقد 12 من مشاة البحرية في يوم واحد، 6 أبريل 2004. خلال هذا الوقت، مع تركيز معظم موارد الفرقة البحرية الأولى على الفلوجة، تركت الكتيبة الثانية في مشاة البحرية الرابعة (2/4) والكتيبة الثالثة 11 من مشاة البحرية (3/11) عبئ السيطرة على مدينة الرمادي.
بالنسبة للجزء الأكبر، تحصنت الكتائب الأربع التي كانت تحتل ممر مدينة الرمادي والفلوجة (بما في ذلك وكر الجماعات المسلحة العراقية في الخالدية) ودافعت عن الأرض التي سيطرت عليها بالفعل على طول الطريق المركزي للمدينة. كان ما تبقى من الشهر أيضًا مكلفًا للجماعات المتمردة: فقد قُتل ما بين 800 و1000 في معارك جارية مع مشاة البحرية و1-16 مشاة.

## أبريل 2005 - أبريل 2006
تناوبت الوحدات البحرية والجيش في مدينة الرمادي على جداول دورية. وهكذا، بمجرد وصول 1 BCT 1ID قبل وقت طويل من بدء الفرقة البحرية الأولى OIF 2 رسميًا، وصل اللواء الثاني، فرقة المشاة الثانية (2-2 ID) في أغسطس 2004، بينما كانت الفرقة البحرية الأولى مسؤولة عن الأنبار. عملت أولاً مع مشاة البحرية من 2/5 ولاحقًا مع بدلائهم، 1/5 (الذين تم استبدالهم بدورهم بالكتيبة الثالثة من مشاة البحرية السابعة (3/7)، الكتائب الخمس المكونة من 2-2 ID (المشاة 1–9، المدفعية الميدانية 2–17، المشاة 1–503، كتيبة المهندسين 44، و1–506 تعزيز المشاة 28 ID 876th ان بن كومبات انجنير بلاتون) استمرت في عمل الوحدات السابقة حتى أغسطس 2005. في أغسطس 2005، كتيبة مشاة مؤقتة مكونة من مشاة البحرية من الكتيبة الثانية، مشاة البحرية العاشرة وبطارية ليما، الكتيبة الثالثة، مشاة البحرية العاشرة، تولى مسؤولية الأمن الأساسي، عمليات الأمن والاستقرار أس أي أس أو وعمليات حماية القوة لمعسكر الماس الأزرق في مدينة الرمادي، أثناء إجراء الدوريات القتالية المستمرة وعمليات البحث من منزل إلى منزل داخل المعسكرات المحيطة بمنطقة العمليات في الجزء الشمالي من المدينة لتعطيل نشاط العدو واستعادة مخابئ الأسلحة. كما ستدور الفرق من 2/10 بشكل منتظم للمساعدة في دعم الوحدات البحرية المكلفة بالدفاع عن مركز حكومة محافظة الأنبار الواقع في قلب وسط مدينة الرمادي، وهو هدف ذو أولوية قصوى للعدو. كما تم توفير أمن القوافل أثناء نقل العملات وكبار الشخصيات من وإلى الموقع من قبل 2/10 من مشاة البحرية. تم إعفاء 2/10 في فبراير 2006 وسلمت السيطرة إلى الكتيبة الأولى بالجيش، الدرع 35 (فرقة العمل الفاتحة). في النهاية، ستتولى فرقة المشاة السابعة في الجيش العراقي السيطرة رسميًا على معسكر بلو الماسه الزرقاء في 9 مايو 2006.
خلال هذه الفترة، استمرت معاناة اللواء وكتائب المارينز التي عملت معه بشكل مستمر. على عكس الميكانيكي 1BCT 1ID، كان 2-2 ID في الغالب لواء مشاة خفيف (1-9 مشاة كتيبة مشاة ميكانيكية)، التي جاءت دباباتها الوحيدة من شركة واحدة (شركة ديث ديلر) للدرع 2-72.
تم تعزيز اللواء 2-28 في يوليو، حيث تم إرسال 2–69 درع شركة HHC وشركة Able Co وشركة دلتا، وهي وحدة مشاة ثالثة ذات خبرة قتالية، من بعقوبة. درع 2-69 بقي في الرمادي حتى يناير. خلال سبتمبر 2005، عانى اللواء 2 - 28 من الخسائر عندما تم دفع الجماعات المتمردة إلى أسفل النهر بواسطة هجمات مشاة البحرية بالقرب من القائم وفي المنطقة المحيطة ب مدينة حديثة. وحدات البحرية وفرقة المشاة الثالثة التي حلت محل الفرقة 503 و1/5 كانت تقود مكافحة التمرد الصارم في وسط المدينة
من بين وحدات الدعم القتالي للجيش في الرمادي خلال هذه الفترة كانت الفصيلة الثانية، وسرية الشرطة العسكرية الثانية بالإضافة إلى سرية HHC وB، وكتيبة الهندسة القتالية 983 (ثقيلة)، وكتيبة الإنشاءات المتنقلة البحرية الأمريكية 5، والتي حسنت بشكل كبير نوعية الحياة وحماية القوة في المعسكرات الأمريكية والعراقية، فضلاً عن توفير الأمن والدعم لأول انتخابات ديمقراطية والحكومة المنتخبة لاحقًا في الرمادي.
عملت كتيبة المهندسين القتالية 224 (الحرس الوطني لجيش أيوا) بمثابة كتيبة المهندسين، حيث قامت بعمليات تطهير الطريق لدعم الفرقة البحرية الأولى من يناير إلى مارس 2005، ثم إلى الفرقة البحرية الثانية من مارس إلى ديسمبر 2005، عندما تم استبدالها بكتيبة المهندسين 54، وهي مكونه من لواء المهندسين 130، فيلق V ومقره في ألمانيا. وبقيت المجموعة الرابعة والخمسين في الرمادي حتى أكتوبر / تشرين الأول 2006 وتسببت في سقوط ستة قتلى.

## أبريل - مايو 2006
تم استبدال بطاقة الهوية رقم 2-2 من قبل فريق اللواء القتالي الثاني التابع للحرس الوطني في ولاية بنسلفانيا، فرقة المشاة الثامنة والعشرون (2–28 BCT). عندما وصلت في أغسطس 2005 إلى جانب مشاة البحرية في 3/7، جاء اللواء 2-28 مجهزًا للقتال العنيف. جلبت ست كتائب بدلاً من ثلاث (3-103 درع، 1-104 سلاح فرسان، 1-109 مشاة، 1-110 مشاة، 1–172 درع) (تتكون في الواقع من سرية واحدة من مشاة الجبل وسرية واحدة من الدبابات) و876 كتيبة المهندسين، وكلها وحدات «ثقيلة» مزودة بالدبابات ومركبات برادلي القتالية، وتم ملؤها بالقوات A 1–167 من سلاح الفرسان التابع للحرس الوطني لجيش نبراسكا لقوة الرد السريع (QRF) والأمن الشخصي. وحدات (PSD) التفاصيل. كما قام سلاح الفرسان من 1 إلى 167 بتوفير الأمن المحلي لوحدات التخلص من الذخائر المتفجرة أثناء عمليات مكافحة العبوات الناسفة. قدم الاتحاد الإنجليزي 2-222 من الحرس الوطني لجيش يوتا نيرانًا مضادة ودفاعًا أساسيًا وأمنًا للطريق أيضًا، حيث أطلق أكثر من 4000 طلقة مدفعية خلال الجولة التي استمرت عامًا واحدًا. كانوا أول وحدة من الحرس الوطني تطلق نظام الأسلحة Paladin في العمليات القتالية.

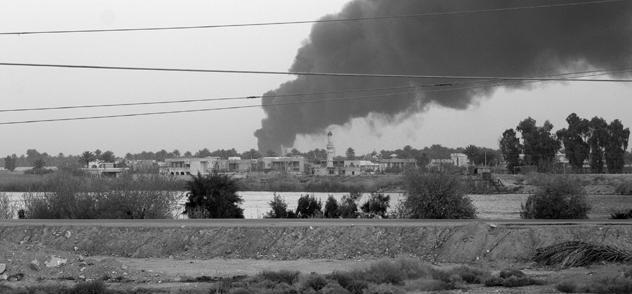
عمود دخان نتج عن هجوم للمتمردين على المركز الحكومي في وسط مدينة الرمادي، 13 مارس 2006

في مارس 2006، مع وصول الكتيبة الثالثة من مشاة البحرية الثامنة لتحل محل 3/7، بدأ العنف مرة أخرى في التصعيد في الرمادي، مع تصاعد عدد الضحايا الأمريكيين. مع رحيل 2–69، تم تعزيز اللواء 2-28 مرة أخرى للمساعدة في إخماد نشاط المتمردين. هذه المرة من قبل فرقة المشاة 1–506، التي وصلت في ديسمبر 2005 كوحدة من الفرقة 101 المحمولة جواً التي تم نقلها من مدينة الصدر في بغداد إلى مدينة الرمادي.
خلال شهر آذار / مارس 2006، قُتل جنديان من الفوج 75 رانجر في الرمادي، مما يشير على الأرجح إلى وجود عناصر من فرقة العمل السرية 145 (التي ساعدت لاحقًا في قتل أبو مصعب الزرقاوي) في المدينة. بالإضافة إلى ذلك، قُتل ما لا يقل عن 200 متمرد على يد حراس الجيش والوحدات 101 المحمولة جواً خلال شهر أبريل.

## يونيو - نوفمبر 2006

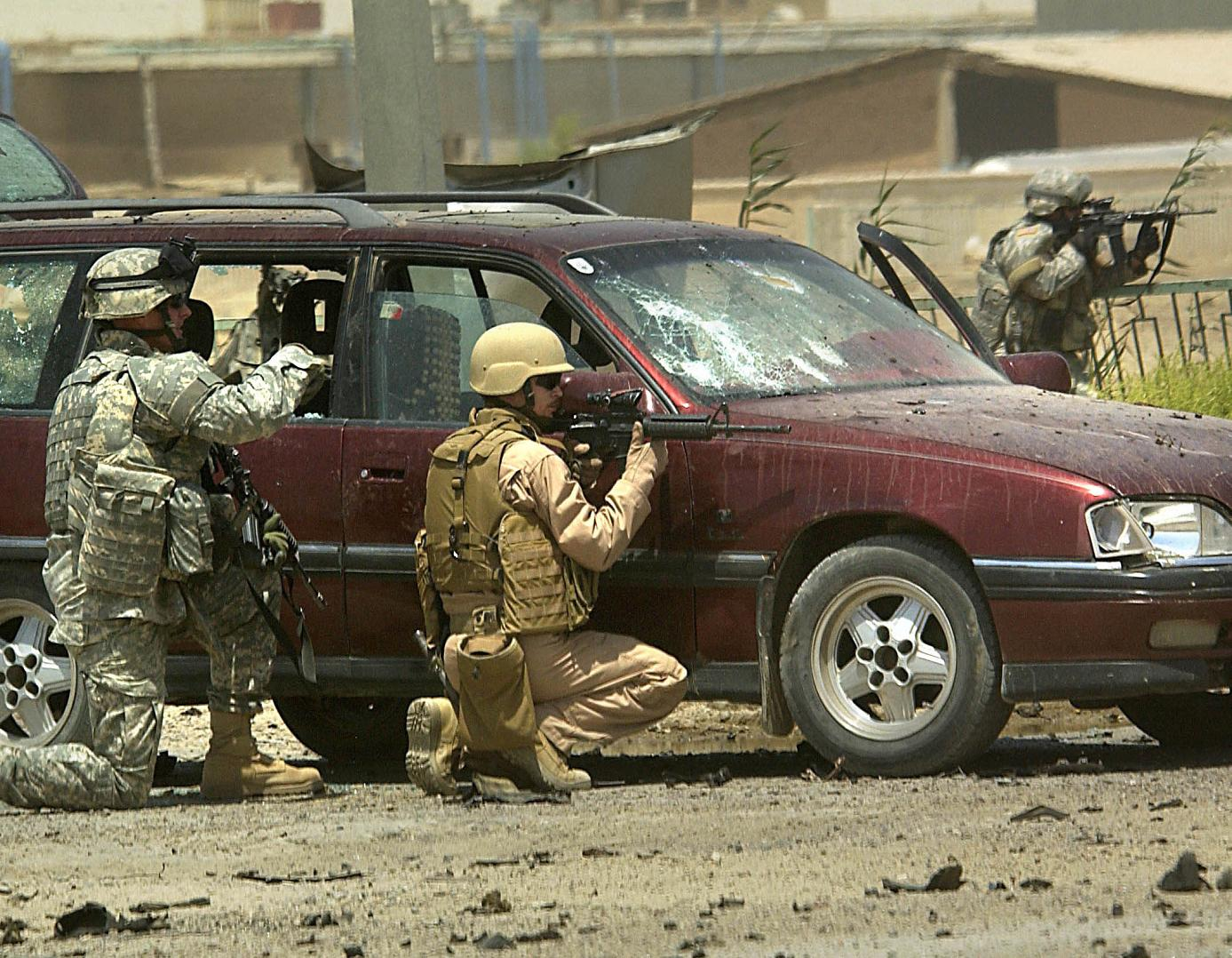
جنود الجيش الأمريكي وقوات الأمن العراقية في الرمادي، 10 أغسطس 2006

مع حلول صيف عام 2006، ظل مستوى الهجمات في الرمادي هو الأعلى في البلاد. نتيجة لذلك، انتشرت شائعات عن هجوم وشيك على الفلوجة في وسائل الإعلام العربية.
في أوائل يونيو 2006، أكمل فريق اللواء القتالي الثاني، فرقة المشاة الثامنة والعشرون انتشارها لمدة عام وتم نقل فريق اللواء القتالي الأول، الفرقة المدرعة الأولى من تلعفر في شمال العراق لتحل محلهم. وظلت الكتيبة الثانية الفوج 37 مدرع في تلعفر. لتعزيز اللواء القتالي الأول، الفرقة المدرعة الأولى، أمر الجنرال كيسي بنشر اثنتين من كتائب الاحتياط الإستراتيجية الثلاث من اللواء القتالي الثاني، الفرقة المدرعة الأولى (المشاة 1–6 والدرع 1–35، جنبًا إلى جنب مع A & C شركات كتيبة المهندسين الأربعين)
في 18 يونيو 2006، شن اللواء الأول، الفرقة المدرعة الأولى هجومها. على الرغم من المخاوف من أن يكون الهجوم تكرارًا لهجوم مشاة البحرية في الفلوجة، فقد اتخذ اللواء نهجًا مختلفًا، مما أدى إلى تثبيط السكان عن الفرار والتحرك ببطء مع استخدام محدود للغاية للأسلحة الثقيلة مثل دبابات أبرامز والمدفعية والدعم الجوي القريب. مع بدء الهجوم، توغلت طائرتان من القوات الميكانيكية الأمريكية شمالا في ضواحي المدينة مع وحدات من الجيش العراقي، مما أدى إلى قطع مدخلين رئيسيين للمدينة لأول مرة خلال الحرب.
وفي الوقت نفسه، احتفظت الكتيبة الثالثة من مشاة البحرية الثامنة بالنصف الغربي من وسط المدينة وقامت بدوريات في النهر وجسريه (المخارج الشمالية الوحيدة من المدينة) سيرًا على الأقدام وفي قوارب؛ استمر المشاة 1–506، 1–6 المشاة، 1–35 درع والمهندسون 40 في السيطرة على الطريق الرئيسي والمخارج الشرقية. مع بدء العملية، كان هناك جدل حول عدد اللاجئين الذين غادروا المدينة على الرغم من تأكيدات الجيش الأمريكي بأن الهجوم سيكون له طابع مختلف تمامًا عن هجوم الفلوجة عام 2004.
شرعت اللواء القتالي الأول، واللواء الأول وعناصر من اللواء القتالي الثاني، واللواء الأول الميلادي في إنشاء سلسلة من المواقع القتالية التي تدعمها القوات الأمريكية والعراقية داخل وخارج المدينة. هذه المواقع الاستيطانية تضع ضغوطا متزايدة على القاعدة والجماعات المتمردة الأخرى العاملة في جميع أنحاء المدينة. جلبت القوات الأمريكية مع نظرائهم في الجيش العراقي القتال إلى القاعدة من خلال إجراء عمليات مباشرة من هذه البؤر الاستيطانية وتوفير المراقبة والأمن على طرق الإمداد الرئيسية في جميع أنحاء المدينة.
وفقًا للعقيد ماكفارلاند، «كان لهذه [COPs] تأثير مدمر للغاية على العدو. والأهم من ذلك كله، أنه منحنا الفرصة لإشراك سكان مدينة الرمادي. وقد أنشأنا علاقات حقيقية مع الناس في أجزاء من المدينة لم نكن قادرين عليها في الماضي».
طوال شهر يوليو، قام المتمردون العاملون في وحدات قوة فصائل متعددة بمهاجمة المواقع القتالية بأسلحة خفيفة وقذائف آر بي جي ونيران غير مباشرة بينما أقامت القوات الأمريكية مراكز عمل إضافية في مناطق أعمق في مدينة الرمادي. وبلغت هذه الهجمات ذروتها في معركة على مستوى المدينة في 24 يوليو / تموز عانى خلالها المتمردون من خسائر فادحة بعد تعرضهم للضرب.
في منتصف سبتمبر 2006، استلمت الكتيبة الأولى من مشاة البحرية السادسة منطقة وسط مدينة الرمادي. نفذت الكتيبة عدة مهام حاسمة إلى جانب الأمن وبناء العديد من المحطات الأمنية في جميع أنحاء منطقة وسط المدينة. كانت هذه خطوة حاسمة في ردع هجمات العبوات الناسفة وهجمات IRL وزيادة القدرة على تسيير الدوريات في زاوية سوك وNE من منطقة AO الخاصة بهم. بدأ تقدم 1/6 والضغط المستمر في طرد المسلحين من مدينة الرمادي وسمح بتشكيل قوة شرطة عراقية حالية وفاعلة ووحدة الحرس الوطني العراقي. تم تمديد الكتيبة الأولى من مشاة البحرية السادسة في 2006/2007 بزيادة 30 ألف جندي في محافظة الأنبار. وقد سمح ذلك للكتيبة بمواصلة تنظيم وتسيير دوريات في «المدينة الأكثر دموية في العالم» والسماح للمدن العراقية الأخرى بالبدء في التحرك نحو الاستقرار والابتعاد عن التمرد.

## ديسمبر 2006 - ديسمبر 2007

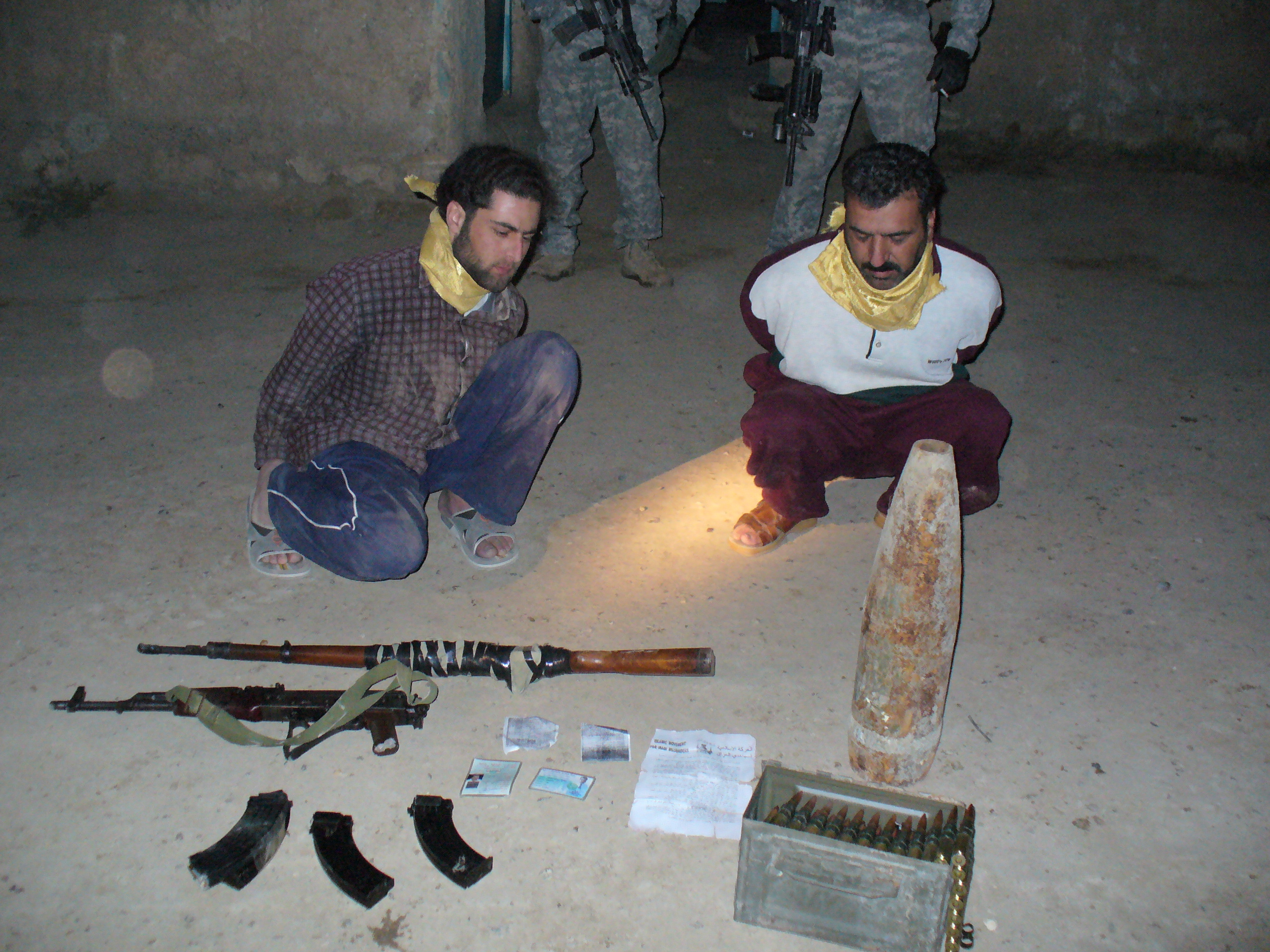
المتمردين الذين تم أسرهم (ديسمبر 2006).

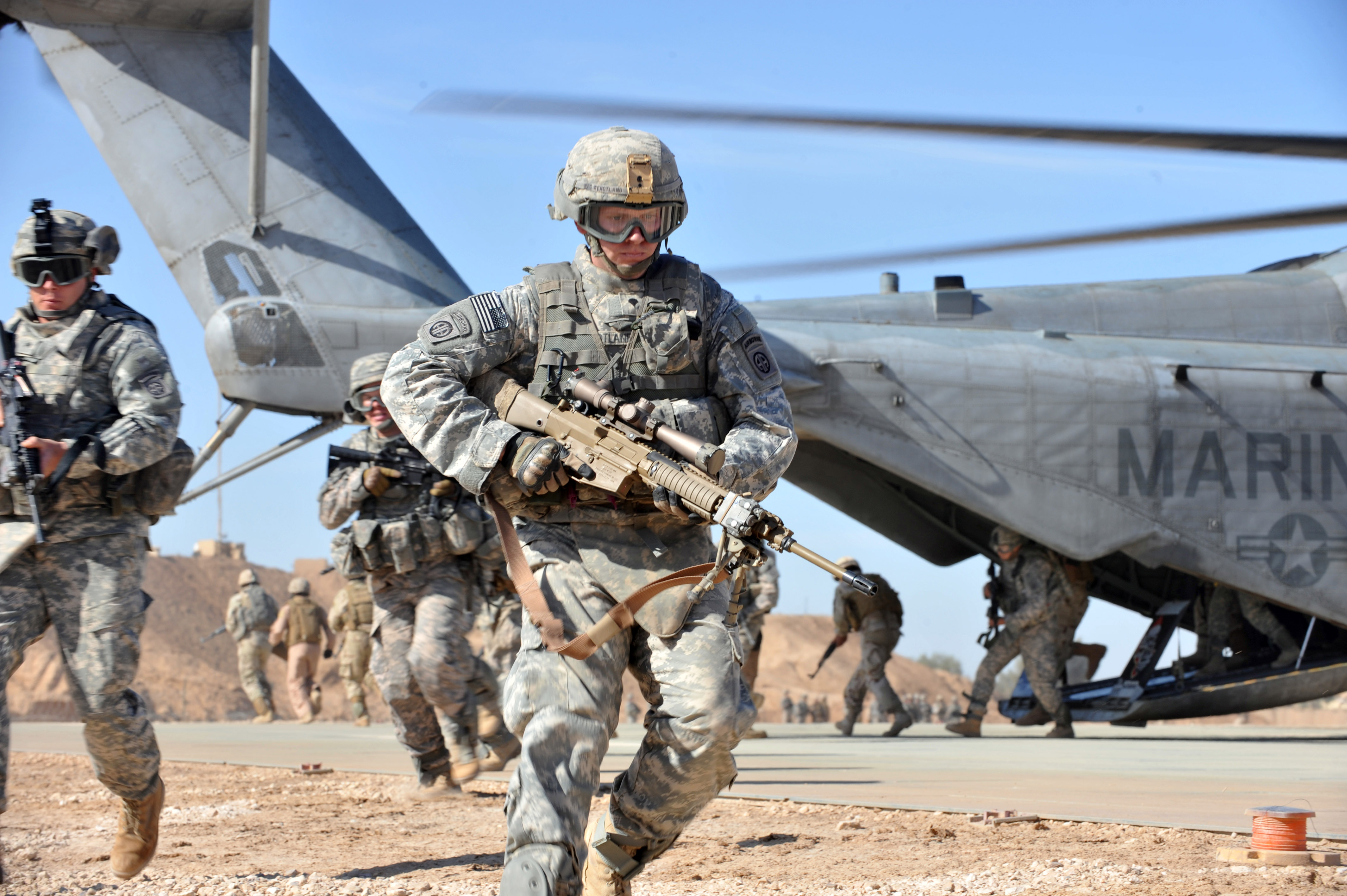
مخيم الرمادي 15 نوفمبر 2009

بعد الجولة الأولى في عام 2004 في الرمادي، أعيد فوج المشاة 503، إلى 1-9 مشاة، وانتشر مرة أخرى في الرمادي في أكتوبر 2006. في الأشهر الأولى من عام 2007، الكتيبة الأولى، كتيبة المشاة التاسعة، فرقة المشاة الثانية، بدعم من الكتيبة الثالثة، فوج المدرعات 69 من فرقة المشاة الثالثة، سرية برافو من الكتيبة الأولى، فوج المشاة السادس والعشرون من فرقة المشاة الأولى (ذه بلو سبيدر)، البحرية الأختام البحرية ESF و1/1/1 الجيش العراقي مع عمليات تطهير الطريق التي تجريها TF باث فايندر 321st إن بن سبتمبر 2006 - سبتمبر 2007 في الرمادي والفلوجة حتى الأسد إلى الحدود السورية، شنت هجومًا في شرق الرمادي، عملية مورفريسبورو. كانت العملية تهدف إلى عزل منطقة الملعب عن باقي مناطق الرمادي من أجل إخراج القاعدة في المنطقة الحرة في العراق والشام (AQIZ).
في فبراير 2007، نجحت العملية في تقسيم المنطقة من خلال إقامة جدار خرساني. كان هناك أكثر من 40 اشتباكًا، وتم العثور على 8 مخابئ أسلحة كبيرة، والعثور على حوالي 55 عبوة ناسفة، وقتل 70 متمرداً، وجرح 10، واعتقل 32. أدى نجاح هذه العملية إلى تشكيل قوة شرطة في مدينة الرمادي والتي عملت إلى جانب الجيش الأمريكي والجيش العراقي. 1-9 عمل المشاة مع الشيخ في منطقة صوفيا وحصلوا على معلومات استخبارية قيمة خلال حملتهم في الرمادي.

## روابط خارجية
- شريف الرمادي بواسطة ديك كوتش
- كيشوت في الرمادي بواسطة MB Wilmot
- بعض قصص الرمادي
- عرض شرائح التصوير الفوتوغرافي في الرمادي ريتشارد ميلز 31 أغسطس 2007. www.timesonline.co.uk
- البريد العراقي: ذا فويس من الرمادي
- رعب من السماء، رعب من الأرض: منظر من الرمادي - 25 نيسان 2007
- مقتل خمسة من مشاة البحرية في انفجار قنبلة زرعت على جانب الطريق - 28 سبتمبر / أيلول 2005
- وجهة نظر قائد سرية في الرمادي
- لمعرفة عدد ضحايا الحرب من الرمادي
- المتمردون يعرقلون القوات الأمريكية والعراقية في الرمادي - 22 مايو 2006
- The New Band of Brothers - 19 يونيو 2006
- العودة إلى الرمادي، 27 نوفمبر / تشرين الثاني 2006
- معركة بالأسلحة النارية مع جنود أمريكيين تصبح قاتلة - الرمادي، 28 نوفمبر / تشرين الثاني 2006
- دخول GNA
- فرقة الاخوة في الرمادي (فيديو)
- تقديم المساعدة لقوات الأمن في اقتصاد معركة القوة، كانون الثاني (يناير) - شباط (فبراير) 2010 استعراض عسكري